# Tachina Peeters
Pour les articles homonymes, voir Peeters.
Tachina Peeters, née le 27 mai 1997 à Bonheiden, est une tumbleuse belge.

## Carrière
Elle est médaillée d'argent en individuel junior aux Championnats d'Europe 2012 à Saint-Pétersbourg et quatrième des Championnats du monde 2018, en senior, toujours à Saint-Pétersbourg.
Aux Championnats d'Europe 2021 à Sotchi, elle remporte la médaille d'or en tumbling individuel ainsi que la médaille de bronze en tumbling par équipes avec Laura Vandevoorde et Evi Milh.
Aux Championnats du monde 2021 à Bakou, elle remporte la médaille d'argent en tumbling par équipes avec Laura Vandevoorde, Sofie Rubbrecht et Louise Van Regenmortel ainsi que la médaille de bronze en tumbling individuel,.
Elle est médaillée de bronze en tumbling par équipes aux Championnats d'Europe 2022 à Rimini et aux Championnats d'Europe 2024 à Guimarães.